# Љубавна драма (албум)
Љубавна драма је осамнаести музички албум српског певача Шабана Шаулића. Објављен је на компакт диску, винилу и аудио касети 1994. године за издавачке куће ПГП РТС, Embex и Бонами за тржиште СРЈ и Босне и Херцеговине. На албуму се налази десет песама.

## Песме
| Бр. | Назив песме               | Трајање |
| --- | ------------------------- | ------- |
| 1.  | Хајде мала да правимо лом | 03:08   |
| 2.  | Моја неверо               | 03:26   |
| 3.  | Привлачиш ме              | 03:04   |
| 4.  | У надању живи се и мре    | 04:30   |
| 5.  | Љубав није дуг            | 04:20   |
| 6.  | Срно моја малена          | 04:09   |
| 7.  | Мајко, све ти опраштам    | 03:10   |
| 8.  | Љубавна драма             | 04:07   |
| 9.  | Нема села без сељака      | 03:10   |
| 10. | Не чекај скитницу         | 03:42   |